# Karimun Jawa
Karimun Jawa (indonesisch Pulau Karimunjawa) ist eine kleine indonesische Insel in der Javasee, gelegen rund 80 Kilometer vor der Nordküste der Insel Java.
Über einen dichten Mangrovenwald ist die Insel direkt mit der nordöstlich angrenzenden Insel Kemujan verbunden. 
Der gleichnamige Hauptort Karimunjawa erstreckt sich entlang der Südwestküste der Insel.